# 加藤將之
加藤將之（日语：／ Katō Masayuki，1972年9月23日—）是日本男性聲優，賢Production所屬。身高163cm。
之前的事務所為Mausu Promotion。

## 人物
- 經常演出Idea Factory的RPG遊戲作品。

## 演出作品

### 電視動畫

#### 2000年代
2002年
- 攻殼機動隊 STAND ALONE COMPLEX（暴力團員）
- 鋼鐵偵探J（帝拉）
- 魯邦三世 EPISODE:0 First Contact

2003年
- TEXHNOLYZE（男）
- 星星公主（釣魚的人A）
- 火影忍者（音忍）

2004年
- R.O.D -THE TV-（放送）
- 現視研（御宅族）
- 魔法少年賈修（格爾哈特）
- 極道鮮師（學生）
- 最遊記RELOAD GUNLOCK（妖怪、店員）
- 今日大魔王（鎮民 等）
- 狂砂小子（手下們、男性）
- 烘焙王（觀眾）

2005年
- 玻璃假面（戶田助導演）
- 增血鬼果林（面試官）
- 高機動交響曲GPO（醫師）
- 極上生徒會（黑服、其他）
- 地獄少女 (情報屋)(第14話)
- 奇幻兒童（吉姆）
- 不可思議星球的雙胞胎公主（賽利亞斯的父親／蘭達）
- 棉花糖樂園（守衛）
- 魔豆傳奇（希斯）
- MÄR 魔法世界（男學生 等）
- 洛克人EXE Stream（職員C）

2006年
- 玻璃艦隊（卡滋 等）
- 不平衡抽籤（朝霧大輝）
- 武裝鍊金（老師）
- 甜蜜声优（遊戲導演）
- 學園天堂（渡邊 等）
- 传颂之物（亞普、伊格爾、德利寶來 等）

2007年
- 英雄時代（卡魯奇諾斯·魯卡恩）
- 偶像大師 XENOGLOSSIA（MSA兵）
- 鬼面騎士（神崎芳生）
- CLANNAD（男學生）

2008年
- 死後文（瑪特瑪）
- 楚楚可憐超能少女組（姆托）
- 鬼影投手（片平、岡部）
- 發現、體驗、最喜歡巧虎！

2009年
- 守護甜心！！心跳（片平、岡部）
- 真無敵鐵金剛 衝擊！Z篇（安、隊長）
- 大正野球娘。（岩崎莊介）
- 花冠之淚（ブブルクス）
- 迷宮塔 ～烏魯克之劍～（伊古拉）
- 旋風管家 第二季（不良小孩A）
- 道子與哈金
- 簡單易懂的現代魔法（尚傑克·吉伯特斯）
- 第一神拳New Challenger（客人、OPBF裁判）
- 白色相簿（吉他〈樂團超人〉）

#### 2010年代
2010年
- SD GUNDAM三國傳BraveBattleWarriors（張飛GUNDAM）
- 侵略！花枝娘（幽靈1）
- 聖痕鍊金士（愚者）
- 閃光的夜襲（名倉栞）
- 吸血鬼同盟（窪田、男子B）
- 無頭騎士異聞錄（吉田）

2011年
- GOSICK（醫師）
- 卡片戰鬥先導者（美咲的父親）
- 聖痕鍊金士II（愚者）
- 死囚樂園（千地清正）
- 偶像大師（記者）
- BLOOD-C（巡査）
- 丹特麗安的書架（哈爾）

2012年
- 宇宙兄弟（真壁賢治）
- 刀劍神域（修密特）

2013年
- 來自新世界（倉持）
- 花牌情緣2（城山浩希）
- 團地友夫（青葉廣）
- 我的妹妹哪有這麼可愛。（真田信也）
- 武士弗拉明戈（戶塚）

2014年
- 銀之匙（獸醫師）
- 魔法科高中的劣等生（司甲）
- 諸神的惡作劇（結衣的父親）
- 刀劍神域Ⅱ（修密特）

2015年
- 魔术快斗1412（保罗）
- 放學後的昴星團（昴的父親）
- 亂步奇譚 拉普拉斯的遊戲（班導師）
- OVERLORD（迪米烏哥斯）
- 學戰都市Asterisk（摩立茲·內斯勒）
- 全部成為F -THE PERFECT INSIDER-（芝池刑事）

2016年
- 食戟之靈 貳之皿（審查員A、早乙女）
- Active Raid－機動強襲室第八課－ 2nd（內田的大哥）

2017年
- CHAOS;CHILD（和久井修一）
- 來自「没有荣耀的天才们」的故事（日语：栄光なき天才たち）（魚店）[2]
- 蠟筆小新（銀色肥嘟嘟左衛門）
- 櫻花任務（雨宮幸也）
- 境界之輪迴 第3期（仮家父）
- 從零開始的魔法書（霍登[3]）
- 妖怪公寓的優雅日常（三浦老師、织田信长）
- 異世界食堂（バルログ）
- 食戟之靈 餐之皿（早乙女星周）

2018年
- OVERLORD II（迪米烏哥斯）
- 多田君不戀愛（多田淳一郎）
- OVERLORD III（迪米烏哥斯、派波）
- 名侦探柯南（段野邦典）
- 我家的女僕有夠煩！（高梨康弘[4]）

2019年
- 異世界四重奏（迪米烏哥斯）
- 花牌情緣3（城山浩希）

#### 2020年代
2020年
- 異世界四重奏2（迪米烏哥斯）
- pet（陳勝傑）
- 機獸戰記 狂野爆發 ZERO（高官）
- 食戟之靈 豪之皿（早乙女星周）
- 非槍人生NO GUNS LIFE（阿維·科博）
- 魔法水果籃 2nd season（依鈴的父親）
- 熊熊勇闖異世界（曾恩）

2021年
- 無職轉生～到了異世界就拿出真本事～（洛克斯）
- Vivy -Fluorite Eye's Song-（相川要一）
- 給不滅的你（瑪琪的父親）
- 影宅
- 魔法科高中的優等生（司甲）
- Tropical-Rouge！光之美少女（瀧澤晴瑠也）
- 境界戰機（チャーリー・オーレイ）

2022年
- 魔法使黎明期（霍登[5]）
- OVERLORD IV（迪米烏哥斯）

2023年
- 魔法少女毀滅者（老派御宅族B）
- 屍體如山的死亡遊戲（假赴火之蟲、屍神殿的父親、警察官）
- 黃金神威 第4期（杉元的父親）
- 其實，我是最強的？（戈魯德·澤菲斯[6]）
- 競速OVERTAKE!（笑生教典）

2024年
- 烈焰先鋒 救國的橘衣消防員（父）
- 小酒館Basue（斗篷）
- 金肉人 完美超人始祖篇（便池人[7]）
- 刀劍神域外傳 Gun Gale Online II（博士）

2025年
- Silent Witch 沉默魔女的祕密（魔術師）

### OVA
2004年
- 小魔女Doremi 童年秘密篇（飾演學生的演員）

2009年
- 聖鬥士星矢 THE LOST CANVAS 冥王神話（天罪星 地獄豺狼 弗列基亞斯）

2013年
- 鄰座的怪同學 鄰座的極道同學（安藤）※漫畫12卷附贈DVD特裝版

2016年
- OVERLORD（迪米烏哥斯）

2019年
- 我家的女僕有夠煩！（高梨康弘）

### 劇場版動畫
2005年
- 奇諾之旅 活著的目標 -life goes on.-（衛兵B）
- 火影忍者劇場版：大激突！夢幻的地底遺跡（砂忍）

2006年
- 火影忍者劇場版：大興奮！三日月島上的動物騷亂（近衛兵）

2010年
- 超電影SD鋼彈三國傳～BraveBattleWarriors～（張飛GUNDAM）

2013年
- 顛倒的帕特瑪（拉格斯）

2022年
- 異世界四重奏〜Another World〜（迪米烏哥斯）

2024年
- 劇場版 OVERLORD 聖王國篇（迪米烏哥斯[8]）

### 網路動畫
2008年
- 亡念之扎姆德（ASP副隊長）

2023年
- 關於我轉生變成史萊姆這檔事 柯里烏斯之夢（グスタフ[9]）

## 備註
1. ↑  『タレントデータバンク2010』、748項、株式会社タレントデータバンク、2010年、ISBN 978-4990457112
2. ↑  . NHKアニメワールド.   [2017年6月10日]. （原始内容存档于2017年8月2日） （日语）.
3. ↑  . animate Times. 2017-01-27  [2017-01-27]. （原始内容存档于2017-02-02）.
4. ↑  .   [2018-08-25]. （原始内容存档于2018-05-14）.
5. ↑  . MANTANWEB. 2022-03-15  [2022-03-15]. （原始内容存档于2022-06-06） （日语）.
6. ↑  . Comic Natalie. 2023-06-09  [2023-06-09] （日语）.
7. ↑  . Comic Natalie. 2024-06-23  [2024-06-23]. （原始内容存档于2024-06-24） （日语）.
8. ↑  . Comic Natalie. 2024-01-05  [2024-01-05]. （原始内容存档于2024-01-12） （日语）.
9. ↑  . Comic Natalie. 2023-09-27  [2023-09-27]. （原始内容存档于2023-09-30） （日语）.

## 外部連結
- （日語）人生万事 さいおーがうま 〜（页面存档备份，存于）（本人的Blog）
- （日語）事務所官方簡歷
- （日語）加藤将之的X（前Twitter）